# 브리엔처 로트호른산
브리엔처 로트호른(Brienzer Rothorn)은 스위스 루체른, 베른, 옵발덴주의 경계에 있는 알프스의 산이다. 해발 2,350m의 브리엔처 로트호른은 브뤼닉 고개(1,008m)의 서쪽에서 가장 높은 산이다. 남쪽으로는 브리엔츠 호수를 바라볼 수 있다.
이 산은 브리엔츠에서 브리엔츠 로트호른 철도 (증기기관차)로 갈 수 있으며, 산 정상의 역은 해발 2,244m에 위치해 있다. 또, 플루흘리의 소렌베르크에서 케이블카를 타고 올라 올 수도 있다.

## 갤러리

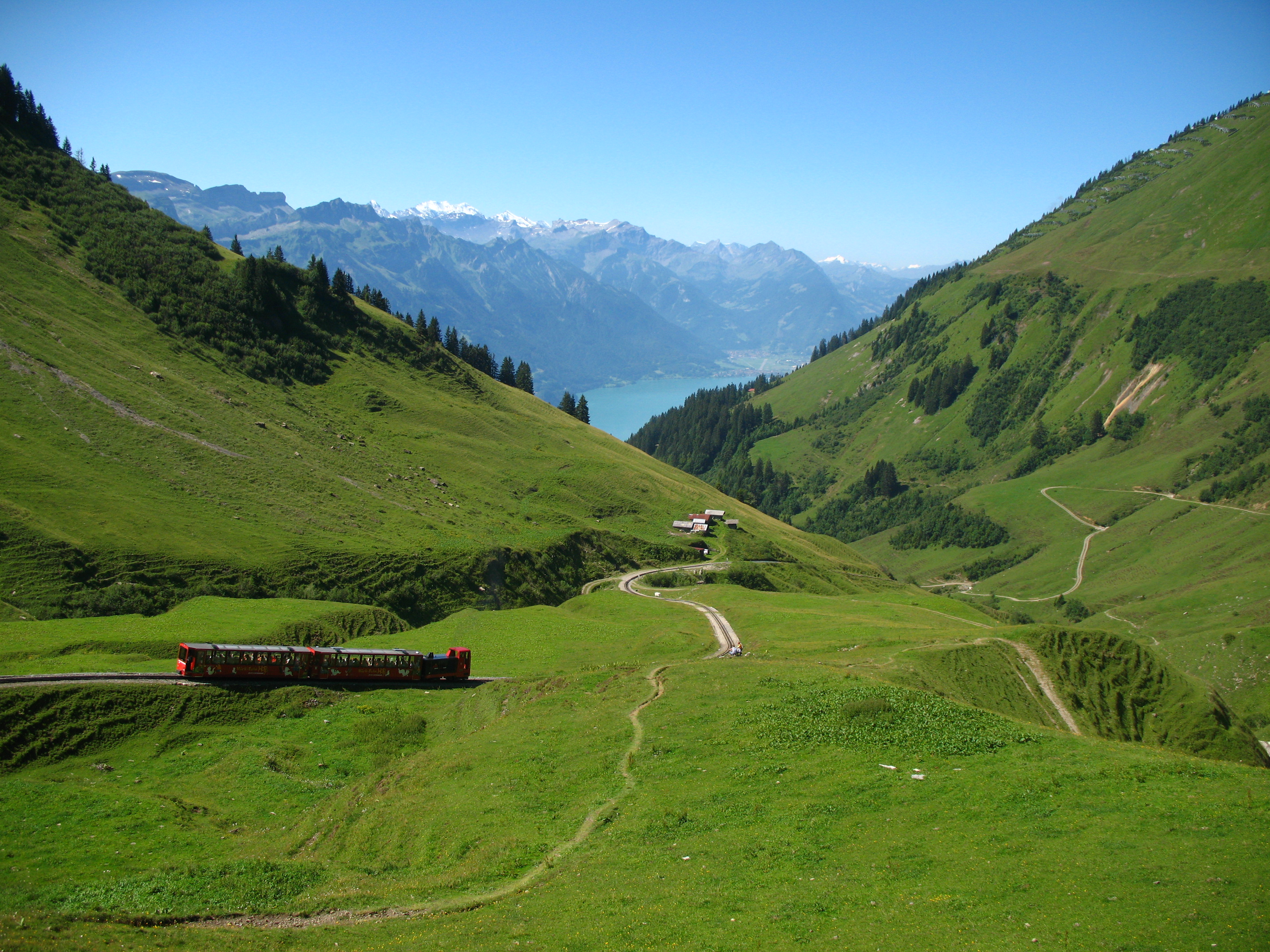
Mittler Stafel 근처의 플란알프역의 증기열차 (브리엔츠 로테호른 철도)
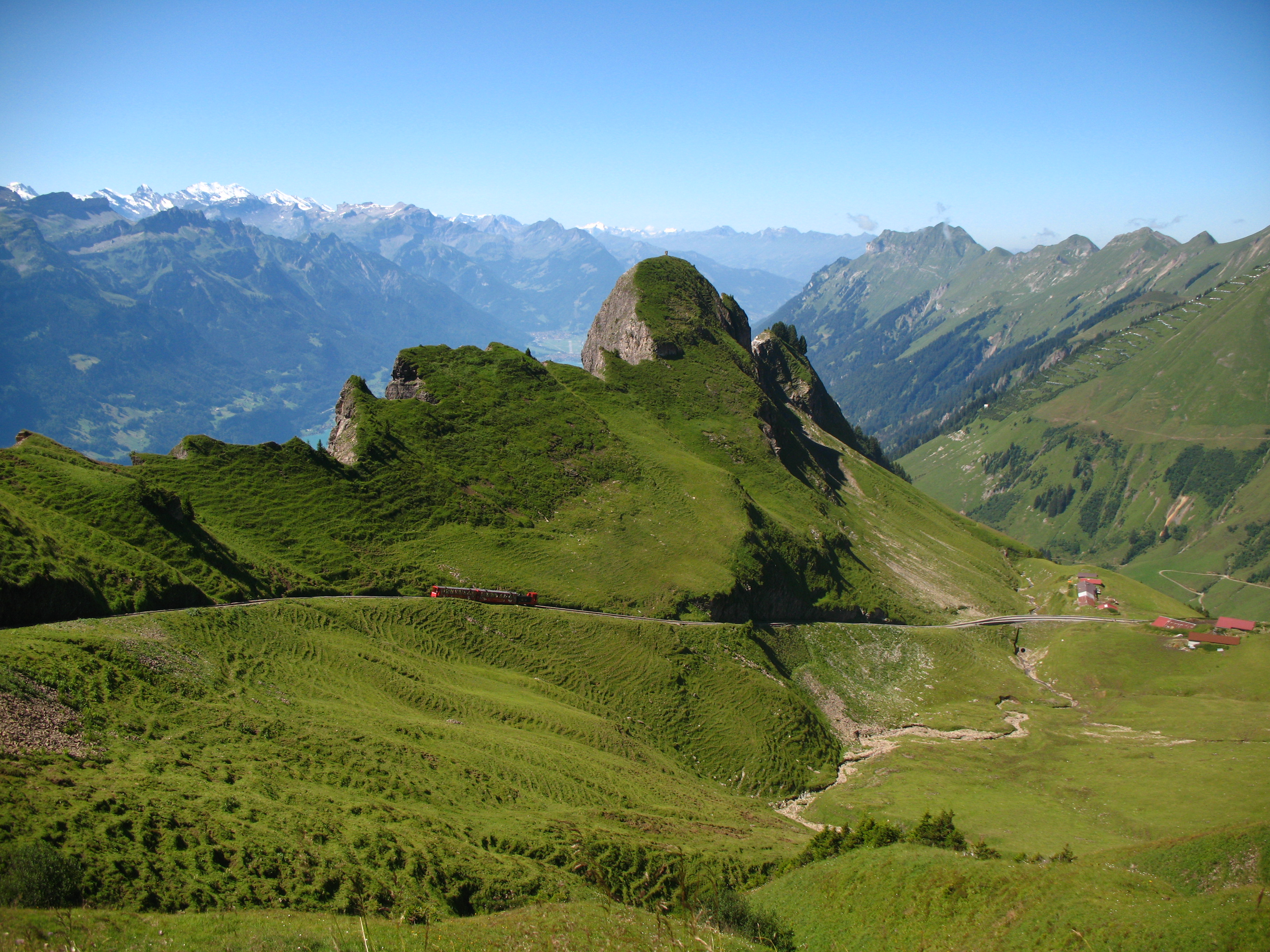
오베르 스타펠 근처의 정상으로 오르는 기차
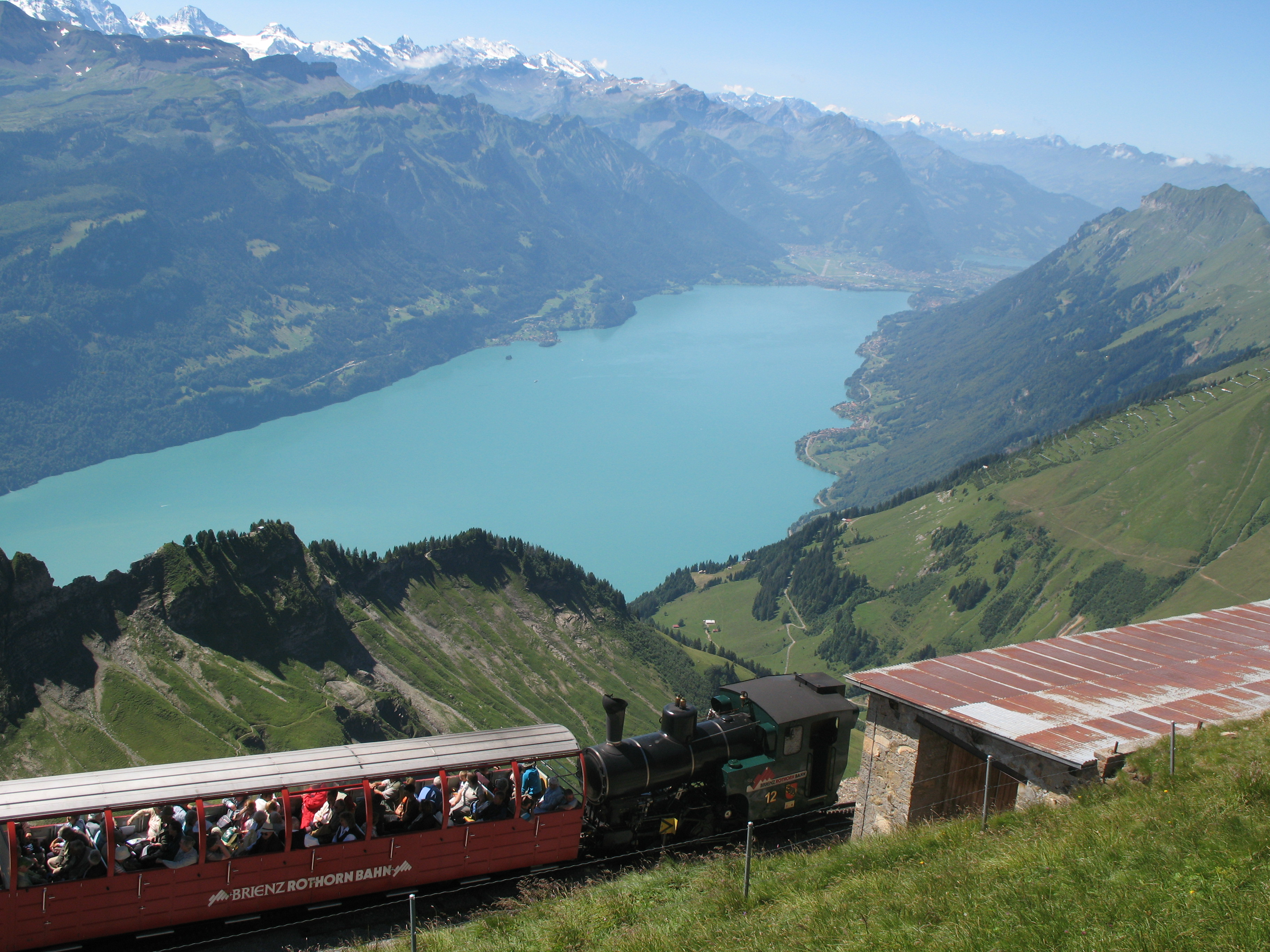
브리엔츠 호수의 풍경과 배경의 인터라켄
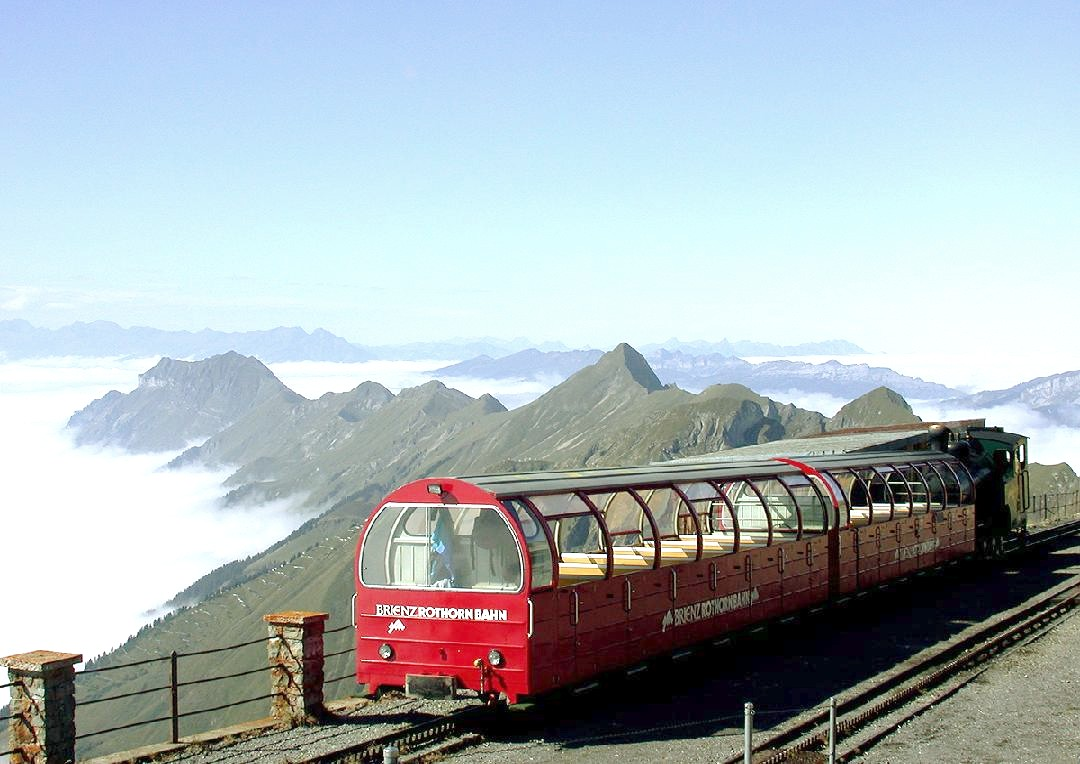
8월 어느날 운해 속 정상 역